# لاس بالماس دي غران كناريا
بالماس قنارية  لاس بالماس دي غران كناريا (بالإسبانية: Las Palmas de Gran Canaria) هي مدينة إسبانية تقع في جزيرة كناريا الكبرى في المحيط الأطلسي. هي عاصمة مقاطعة لاس بالماس والعاصمة الثانية لجزر الكناري. أول من أطلق عليها تسمية الماس هم العرب وذلك لجمال بحره مع شروق الشمس فكانت تشكل عقد الجواهر وهي أجملها ولذا أطلق عليها بالماس.

## التاريخ
تأسست المدينة على يد خوان ريغون في 24 يونيو 1478 تحت اسم «ريل دي لاس بالماس». شغل ريغون منصب قائد جيش مملكة قشتالة الغازي الذي دخل في حرب مع السكان المحليين في ذلك الوقت.
بدأت الحرب عند مصب وادي غوينيغوادا، حيث استقر مع جنوده الثلاثين في إل ريال دي لاس بالماس والتي تعد اليوم مقاطعة فيجيتا.
دام الصراع لمدة خمسة أعوام ما أسفر عن موت العديد من الأرواح خاصة من السكان الأصليين لافتقارهم إلى الوسائل الكافية للدفاع عن أنفسهم في مواجهة الجيوش التي أرسلها الحكام الكاثوليك. كانت المقاومة شرسة وقوية مع ذلك. انتهى الغزو عام 1483 بدمج بيدرو دي فيرا الجزيرة إلى تاج قشتالة، وتمكن أيضًا من إخضاع سكان جالدار الأصليين في شمال غرب الجزيرة.
نُقلت الأبرشية من إل روبيكون (لانزاروتي) إلى ريال دي لاس بالماس في نوفمبر 1485. زادت أهمية المدينة تدريجيًا مع تأسيس أسقفية جزر الكناري، وأول محكمة للمحاكم التفتيشية المقدسة، والمحكمة الملكية لجزر الكناري ومقر إقامة القادة العامين لجزر الكناري. يمكن اعتبار لاس بالماس عاصمة جزر الكناري خلال فترة من القرنين السادس عشر والسابع عشر نظرًا لأن مقر إقامة القائد العام كان فيها على الرغم من أن العاصمة، كما ذكر في القرن التاسع عشر وفي ما بعد ذلك، لم تكن موجودة على هذا النحو في الأرخبيل، وقد استمرت بعد ذلك لاس بالماس في كونها العاصمة الفخرية لأرخبيل جزر الكناري على رغم من عدم امتلاكها لأهمية قانونية أو حقيقية.
وصل كريستوفر كولومبوس في عام 1492 إلى ميناء لاس بالماس من أجل إصلاح دفة سفينته بينتا، وقضى بعض الوقت في الجزيرة المجاورة في أول رحلة له إلى الأمريكتين. توقف هناك أيضًا في أثناء عودته إلى إسبانيا. سُمي منزل كولون، وهو متحف في منطقة فيجيتا في المدينة، باسمه.
حاول فرنسيس دريك نهب المدينة عام 1595، ما أدى إلى وقوع معركة لاس بالماس. نجحت الغارة الهولندية بقيادة نائب الأدميرال بيتر فان دير دوز عام 1599 في إحداث أضرار طفيفة، إذ دُمرت بعض أجزاء المدينة لكن نجحت عملية صد الغزاة.
لعب ميناء لاس بالماس البحري بويرتو دي لا لوز (المعروف دوليًا باسم ميناء لا لوز)، والذي بدأ إنشاؤه عام 1883، دورًا بارزًا في تحديث المدينة وزيادة سرعة تقدمها. انتفع الميناء كثيرًا من إغلاق قناة السويس في أثناء العدوان الثلاثي. هاجر العديد من العمال الأجانب إلى المدينة في ذلك الوقت.
اتقمست مقاطعة جزر الكناري في 1927 إلى مقاطعتين ألا وهما: مقاطعة سانتا كروث دي تنريفه ومقاطعة لاس بالماس. أصبحت لاس بالماس دي غران كناريا عاصمة المقاطعة الثانية، وضمت جزر كناريا الكبرى ولانزاروت وفويرتيفنتورا.
تتشابه لاس بالماس مع مدينة سان أنطونيو في تيكساس، الولايات المتحدة الأمريكية التي أسسها نحو خمسة وعشرين من سكان جزر الكناري عام 1718.

## الديموغرافيا
بلغ عدد سكان مدينة لاس بالماس دي غران كناريا 383.343 نسمة عام 2011 (وفقاً للمعهد الوطني للإحصاء الإسباني). مما يجعلها أكبر مدينة في جزر الكناري وتاسع مدينة الأكثر اكتظاظاً بالسكان في عدد سكان المنطقة الحضرية كله كان يقدر في عام 2005 بـ 723.629، ثامن أكبر منطقة حضرية في إسبانيا.
| 355.563 | 354.757 | 370.649 | 378.628 | 377.203 | 381.847 | 383.343 |

## توأمة
للاس بالماس دي غران كناريا اتفاقيات توأمة مع كل من:
- روتردام
- سان أنطونيو
- ميورقة
- قادس
- موستوليس
- شريش
- شيمبوتي
- سلامنكا
- سان كريستوبال دي لا لاغونا
- غاراتشيكو
- كاراكاس
- Altagracia de Orituco  [لغات أخرى]‏
- نواذيبو
- الرباط
- برايا

## أعلام
- يان إسلون
- كارلا سواريز نافارو
- بيدرو إسبينوزا لورينزو
- خوان نيغرين
- ديفيد ماريرو
- دايفيد موراي
- روبن كاسترو
- خوان إسماعيل
- أنتونيو بيتانكورت
- مارتا مانغي